# Mars 1891

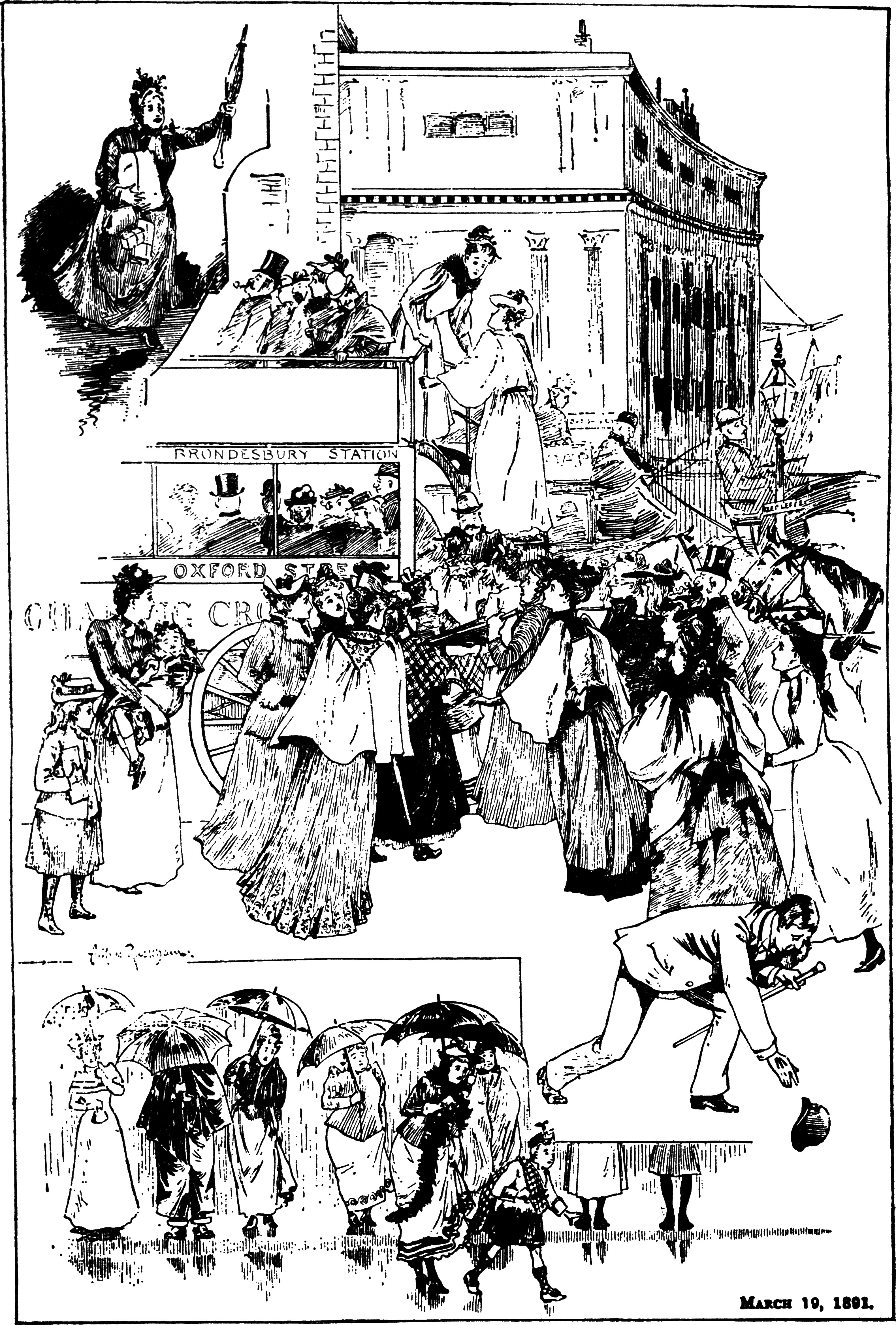

## Événements
- 5 mars : élection fédérale canadienne de 1891. Les conservateurs de John A. Macdonald remportent les élections.

- 6 mars : le Sénat français nomme une commission de dix-huit membres chargée de réorganiser l’administration de l’Algérie.

- 19 mars : protectorat britannique sur Mascate et Oman (fin en 1971). Les Britanniques contrôlent la route maritime de l’Inde.

- 24 mars[1] : un accord anglo-italien reconnaît le protectorat de Rome sur l’Éthiopie et persuade le sultan de Zanzibar de louer à l’Italie la côte de Benadir (annexée à la Somalie en 1905). En contrepartie, l’Italie s’engage à ne pas perturber le régime des eaux du Nil et de ses affluents en y construisant des barrages.

- 28 mars : reprise des hostilités entre l’empire du Ouassoulou et la France, car Samori Touré n’accepte pas la présence d’une mission militaire française chez son ennemi Tiéba, roi de Sikasso. Sachant qu’il ne peut compter sur une alliance avec d’autres chefs africains et qu’il ne peut résister aux troupes françaises en s’enfermant dans des postes fortifiés, Samori divise ses forces en trois groupes. Le premier, armé de fusils à tir rapide reçus de Sierra Leone ou de trafiquants français, combat les troupes françaises tout en pratiquant la politique de la terre brûlée. Le second, armé de fusils à pierre et à piston, a pour charge de lever l’impôt et de recruter des guerriers parmi les populations qui se trouvent derrière le premier groupe. Le troisième, armé comme le second, combat à l’est des tribus africaines et conquiert des territoires qui permettent à Samori de se replier sans difficultés.

- 30 mars : Louis Archinard passe le Niger à Niantokoro et atteint Bissandougou en avril. Samori Touré doit fuir.

## Naissances
- 7 mars : Jacob Balgley, peintre et graveur russe († 14 juin 1934).
- 10 mars : Sam Jaffe, acteur américain († 24 mars 1984).
- 11 mars : Max Kaus, peintre allemand († 5 août 1977).
- 24 mars : Charley Toorop, peintre néerlandaise († 5 novembre 1955).

## Décès
- 17 mars : Pierre-Jules Hetzel, éditeur français (° 15 janvier 1814).
- 29 mars : Georges Seurat, peintre français (° 1859).